# Shadia Mansour
Shadia Mansour (arabe : شادية منصور, Shādiyah Manṣūr), née en 1985 au Royaume-Uni et d'origine palestinienne, est une chanteuse et MC de hip-hop.

## Biographie
Shadia Mansour est née à Londres, dans une famille de Palestiniens chrétiens, originaire de Haïfa et Nazareth. Elle est la cousine de l'acteur Juliano Mer-Khamis.

## Musique
Shadia Mansour chante en arabe et en anglais. Son activité musicale a un caractère politique, voué à la cause palestinienne. Elle prône une résistance non-violente, qualifiée d'« intifada musicale ». Elle est qualifiée de « première dame du hip-hop arabe » (« first lady of arabic hip hop »). Elle-même déclare : « le hip-hop est la représentation légitime du peuple et j'en suis la dame,. »
Elle se réclame de l'influence des chanteurs classiques Al Sayed Makawi, Mohammed Abdel Wahab, Asmahan, Farid El Atrache, Fairuz, et se dit proche des musiciens contemporains The Narcicyst ou DAM.